# Sân bay Amami-Oshima
Sân bay Amami-Oshima (奄美大島空港 Amami-Ōshima Kūkō) (IATA: ASJ, ICAO: RJKA) là một sân bay ở Amami, một thành phố ở Amami Ōshima (đảo Amami) thuộc tỉnh Kagoshima của Nhật Bản. Sân bay này có 1 đường băng dài 1999 m bề mặt nhựa đường.

## Các hãng hàng không và các tuyến điểm
- Japan Airlines (Kagoshima, Osaka-Kansai [seasonal], Tokyo-Haneda) [3]
  - JAL Express (Osaka-Itami)
  - Japan Air Commuter (Kagoshima, Kikai, Okinoerabu)
  - Ryukyu Air Commuter (Naha)